# Amélia Christinat
Amelia Christinat (Corticiasca, 6 februari 1926 – Genève, 7 september 2016) was een Zwitserse politica voor de Sociaaldemocratische Partij van Zwitserland (SP/PS) uit het kanton Genève.

## Biografie
Amelia Christinat was een dochter van Eugenio Petralli en van Maria-Maddalena Minuzzi. Ze trouwde met Emile Christinat, met wie ze twee kinderen kreeg. Ze vestigde zich in 1946 in Genève, waar ze aanvankelijk werkte als arbeidster bij Tavaro SA en vervolgens als ambtenaar bij de Office des chèques postaux.
In 1961 sloot ze zich aan bij de Sociaaldemocratische Partij van Zwitserland. Vervolgens was ze van 1967 tot 1969 lid van de gemeenteraad (wetgevende macht) van Genève, zetelde ze van 1969 tot 1980 in de Grote Raad van Genève en was ze van 16 januari 1978 tot 29 november 1987 lid van de Nationale Raad.
Christinat overleed op 90-jarige leeftijd aan een beroerte.
- Base de données des élites suisses: 55213
- Gemeinsame Normdatei: 1052412890
- Historisch woordenboek van Zwitserland: 006248
- Zwitserse Bondsvergadering: 565
- Virtual International Authority File: 309586384